# Trouessartia motacillae
Trouessartia motacillae är en spindeldjursart som beskrevs av Dubinin 1952. Trouessartia motacillae ingår i släktet Trouessartia, och familjen Trouessartiidae. Arten är reproducerande i Sverige.